# French Open 1913 (Badminton)
Die French Open 1913 im Badminton fanden vom 20. bis zum 21. Dezember 1913 in Dieppe statt. Es war die 6. Auflage dieser Veranstaltung.

## Finalresultate
| Disziplin    | Sieger                                    | Finalist                          | Ergebnis            |
| ------------ | ----------------------------------------- | --------------------------------- | ------------------- |
| Herreneinzel | George Alan Thomas                        | H. R. Hosken                      | 15-4, 15-8          |
| Dameneinzel  | Lavinia Clara Radeglia                    | Margaret Tragett                  | 6-15, 15-8, 15-8    |
| Herrendoppel | Bertram Bisgood Robert McCallum           | George Alan Thomas H. R. Hosken   | 15-14, 15-8         |
| Damendoppel  | Lavinia Clara Radeglia Mary K. Bateman    | Constance Pierson Frances Drake   | 15-6, 18-16         |
| Mixed        | George Alan Thomas Lavinia Clara Radeglia | F. P. Pilkington Margaret Tragett | 17-18, 15-10, 18-13 |